# Várdomb, Tolna
Várdomb  este un sat în districtul Szekszárd, județul Tolna, Ungaria, având o populație de 1.161 de locuitori (2011). 

## Demografie
Componența etnică a satului Várdomb
     Maghiari (82,35%)
     Germani (16,71%)
     Necunoscut (0,56%)
     Români (0,37%)
     Alții (0,56%)
Componența confesională a satului Várdomb
     Romano-catolici (33,68%)
     Fără religie (19,72%)
     Reformați (9,47%)
     Luterani (1,21%)
     Atei (1,03%)
     Necunoscută (34,88%)
     Alte religii (0,34%)
Conform recensământului din 2011, satul Várdomb avea 1.161 de locuitori. Din punct de vedere etnic, majoritatea locuitorilor (82,35%) erau maghiari, cu o minoritate de germani (16,71%). Apartenența etnică nu este cunoscută în cazul a 0,56% din locuitori. Nu există o religie majoritară, locuitorii fiind romano-catolici (33,68%), persoane fără religie (19,72%), reformați (9,47%), luterani (1,21%) și atei (1,03%). Pentru 34,88% din locuitori nu este cunoscută apartenența confesională.